# Erythrocercus holochlorus
Erythrocercus holochlorus е вид птица от семейство Erythrocercidae.

## Разпространение
Видът е разпространен в Кения, Сомалия и Танзания.